# 侵华日军宪兵司令部旧址
侵华日军宪兵司令部旧址位于江苏省苏州市姑苏区广济路242号，苏州市立医院北区内。建于民国年间，为苏州市文物保护单位。

## 历史
侵华日军宪兵司令部为日军侵占苏州后（1937年后）建造，为沪宁线沿线日军宪兵的司令部，日军撤退后，国民党202师用为司令部。
旧址存有4栋青砖建筑，主楼呈H形，南向，二至三层，正门两侧有走廊至两端，拱券窗檐廊檐。南侧有一层平房，1970年代改为二层。西侧有左右两楼，中有空中走道连通，均为中式歇山顶。
2002年曾在旧址地下发现一批日军使用的饭盒，具有历史意义。
1950年，苏州市第三人民医院在此建立，此后司令部旧址均为医院使用。